# گوش عتصیون

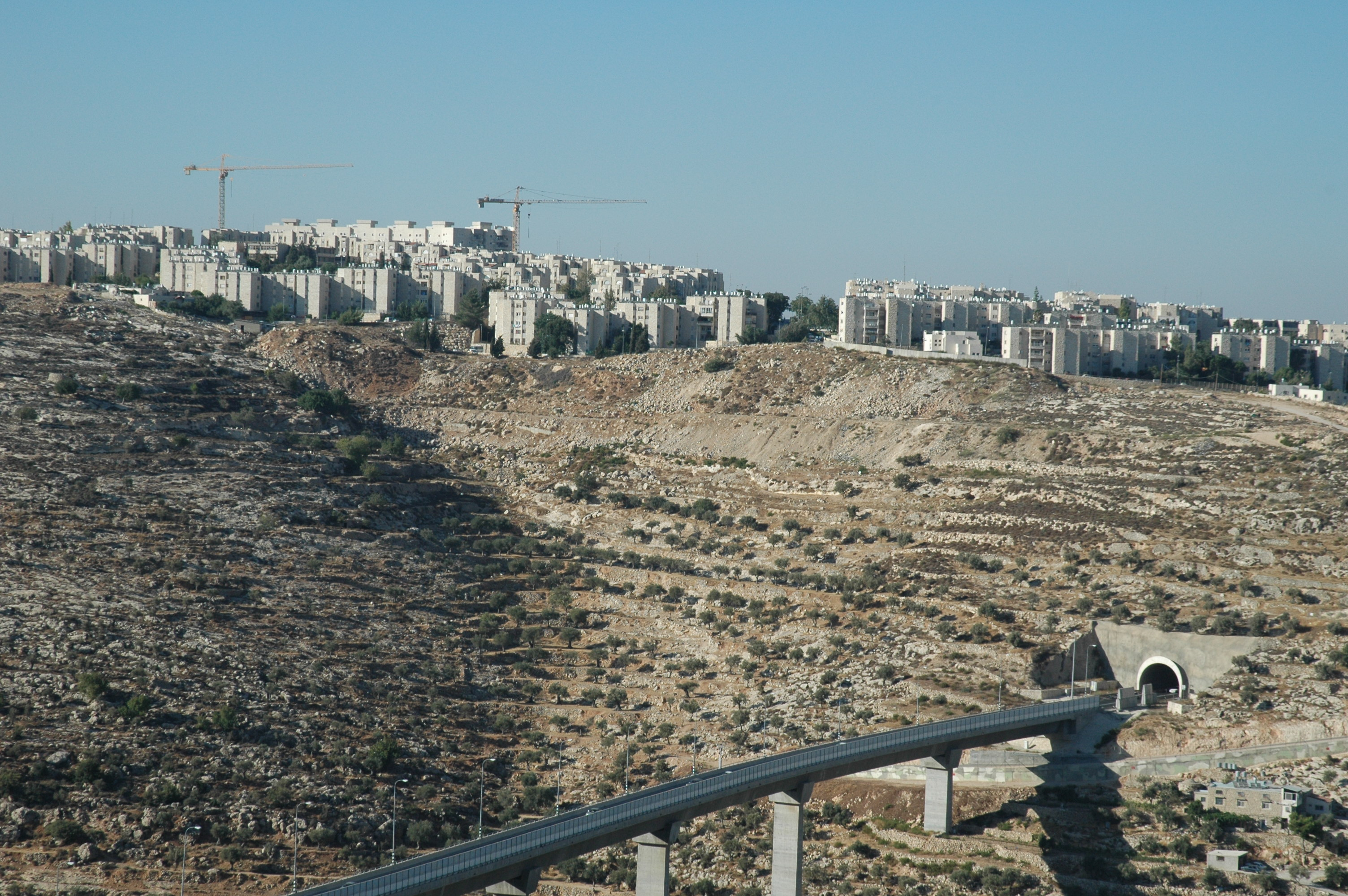
تصویری از تونل و پل منتهی به گوش عتصیون.

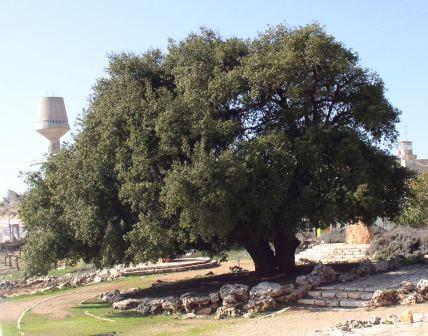
درخت بلوط چند هزارساله در گوش عتصیون.

گوش عتصیون (به عبری: גוש עציון) مجتمعی از شهرک‌های یهودی‌نشین در کرانه باختری رود اردن است که در بین بیت‌لحم و حبرون واقع شده است.
در حدود ۶۰٬۰۰۰ شهرک‌نشین اسرائیلی در منطقه گوش عتصیون زندگی می‌کنند.

## شهرک‌ها
مجتمع گوش عتصیون از شهرک‌های یهودی‌نشین الون شیگوت، کفار عتصیون، افرات، مجدال عوزا، ناوی دانیال، جبعوت، بت عین، روش تسودیم و بیتار عیلیت تشکیل شده است.

## فرهنگ و هنر
پارک ملی هیرودیون و کوه ساهره و آرامگاه هیرود بزرگ در نزدیکی منطقه یهودی‌نشین گوش عتصیون واقع شده‌اند.